# Stat social
| >30% | 25–30% | 20–25% | 0–20% |

% din PIB alocat pentru cheltuielile sociale în statele membre ale OCDE, 2013
>30%
25–30%
20–25%
0–20%

Statul social, cunoscut și ca statul bunăstării, este un concept de guvernare în care statul joacă un rol cheie în protejarea și promovarea bunăstării economice și sociale a cetățenilor săi. El se bazează pe principiile egalității de șanse, pe distribuția echitabilă a resurselor și pe responsabilitatea publică față de cei care nu-și pot asigura resursele minime pentru a duce o viață mai bună. Termenul general poate acoperi o varietate de forme de organizare socială și economică. Sociologul T. H. Marshall a descris statul modern al bunăstării ca o combinație distinctă de democrație, bunăstare și capitalism.
În prezent, state moderne ale bunăstării sunt Germania, Franța, Marea Britanie și Țările de Jos, precum și țările nordice precum Islanda, Suedia, Norvegia, Danemarca și Finlanda, care utilizează un sistem cunoscut sub numele de modelul nordic. Esping-Andersen a clasificat cele mai dezvoltate sisteme de stat al bunăstării în trei categorii: social-democrate, conservatoare și liberale.
Statul bunăstării presupune un transfer de fonduri de la stat către serviciile publice (de exemplu, asistență medicală, educație etc.), precum și direct către indivizi  („beneficii”), și este finanțat prin impozitare. El este adesea menționat ca un tip de economie mixtă. O astfel de impozitare, care include, de obicei, un impozit pe venit mai mare pentru persoanele cu venituri mai mari, a fost numit impozitare progresivă. Susținătorii argumentează adesea că aceasta contribuie la reducerea decalajului de venit dintre bogați și săraci.

## Istoria statelor bunăstării
Împăratul Așoka al Indiei a prezentat ideea unui stat al bunăstării în secolul al III-lea î.Hr. El și-a imaginat dharma (religia sau calea) ca nu doar o colecție de fraze răsunătoare. El a încercat în mod conștient să o adopte ca pe o politică de stat; el a declarat că „toți bărbații și copiii mei” și „orice efort pe care-l fac, mă străduiesc doar să-mi achit datoria pe care o am față de toate creaturile vii”. A fost un ideal complet nou de regalitate. Așoka a renunțat la război și cucerire de violență și a interzis uciderea mai multor animale. Din moment ce dorea să cucerească lumea prin dragoste și credință, el a trimis mai multe misiuni pentru a propaga dharma. Astfel de misiuni au fost trimise la locuri precum Egipt, Grecia și Sri Lanka. Propagarea dharmei a inclus mai multe măsuri pentru bunăstarea oamenilor. Au fost fondate centre de tratament pentru oameni și animale în interiorul și în afara imperiului. Au fost amenajate plantații umbroase, fântâni, livezi și case de odihnă. Au fost amenajate plantații umbroase, fântâni, livezi și case de odihnă. Așoka a interzis, de asemenea, sacrificiile inutile și anumite forme de adunări care duceau la risipă, indisciplină și superstiție. Pentru punerea în aplicare a acestor politici a recrutat un nou grup de funcționari numit Dhammamahamattas. O parte din îndatoririle acestui grup era să vadă că persoanele din diferitele secte erau tratate corect. Lor li s-a cerut, în special, să se ocupe de bunăstarea prizonierilor.
Conceptele de bunăstare și de pensie au fost introduse în primele legii islamice ca forme ale Zakat (dania rituală), unul dintre cei Cinci Stâlpi ai Islamului, în timpul Califatului Rashidun din secolul al VII-lea. Această practică a continuat apoi în epoca abbasidă a Califatului. Taxele (inclusiv Zakat și Jizia) colectate în trezoreria unui stat islamic erau folosite pentru a asigura venituri pentru nevoiași, adică pentru săraci, bătrâni, orfani, văduve și invalizi. Potrivit juristului islamic Al-Ghazali (Algazel, 1058-1111), guvernul alcătuia, de asemenea, rezerve de alimente în fiecare regiune pentru a acoperi necesitățile în cazul în care avea loc un dezastru natural sau o perioadă de foamete. Califatul poate fi astfel considerat primul stat major al bunăstării din lume.
Istoricul Robert Paxton observă că pe continentul european dispozițiile statului bunăstării au fost adoptate inițial de către conservatori la sfârșitul secolului al XIX-lea și de către fasciști în secolul al XX-lea cu scopul de a distrage atenția muncitorilor de la sindicate și mișcările socialiste și li s-au opus radicalii și politicienii de stânga. El reamintește că statul german al bunăstării a fost instituit în anii 1880 de cancelarul Bismarck, care tocmai închisese 45 de ziare și adoptase legile care interziceau Partidul Socialist German și întrunirile sindicaliștilor și socialiștilor. O versiune similară a fost instituită de către contele Eduard von Taaffe în Imperiul Austro-Ungar câțiva ani mai târziu. „Toate dictaturile europene moderne de dreapta din secolul al XX-lea, atât fasciste, cât și autoritariste, au fost state ale bunăstării”, scrie el. „Toate au acordat îngrijire medicală, pensii, locuințe la prețuri accesibile și transport de masă, ca și cum erau lucruri naturale, cu scopul de a menține productivitatea, unitatea națională și pacea socială.”
Marxiștii de pe continentul european s-au opus pas cu pas oricărei măsuri de protecție socială pentru că ar fi diluat militantismul muncitorilor fără a schimba aspecte fundamentale în distribuția bogăției și a puterii. Abia după cel de-al Doilea Război Mondial, atunci când au abandonat marxismul (în Germania de Vest în 1959, de exemplu), sindicatele și partidele socialiste de pe continentul european au acceptat deplin măsurile prevăzute de statul bunăstării ca fiind scopul lor final.
În Marea Britanie, bazele statului bunăstării se datorează Partidului Liberal în timpul guvernelor conduse de primii miniștri H. H. Asquith și David Lloyd George. Liberalii britanic au susținut o economie capitalistă și în secolul al XIX-lea s-au preocupat în principal de chestiunea liberului schimb (vezi liberalismul clasic), dar la începutul secolului al XX-lea au renunțat la viziunea laissez faire a economiei și au început să favorizeze legislația socială proactivă pentru a asigura șanse egale pentru toți cetățenii (și pentru a contracara apropierea cetățenilor de Partidul Laburist). În acest sens, ei au fost direct inspirați de succesul reformelor sociale ale lui Bismark asupra economiei germane. Statul francez al bunăstării își are originea în anii 1930, în timpul unei perioade de ascensiune politică socialistă, cu Acordurile de la Matignon și reformele Frontului Popular, deși după cum subliniază Paxton aceste reforme au fost egalate și chiar depășite de măsurile luate de regimul de la Vichy în anii 1940.

## Efectele bunăstării asupra sărăciei
Studiile empirice sugerează că taxele și transferurile reduc considerabil sărăcia în majoritatea țărilor a căror alocare pentru politicile sociale reprezintă cel puțin o cincime din PIB.
| Țară                       | Rata absolută a sărăciei (1960–1991) (prag stabilit la 40% din venitul mediu al gospodăriilor din SUA) | Rata absolută a sărăciei (1960–1991) (prag stabilit la 40% din venitul mediu al gospodăriilor din SUA) | Rata relativă a sărăciei (1970–1997) | Rata relativă a sărăciei (1970–1997) |
| Țară                       | Prebunăstare                                                                                           | Postbunăstare                                                                                          | Prebunăstare                         | Postbunăstare                        |
| -------------------------- | --- | --- | ------------------------------------ | ------------------------------------ |
| Suedia                     | 23.7                                                                                                   | 5.8 | 14.8                                 | 4.8                                  |
| Norvegia                   | 9.2 | 1.7 | 12.4                                 | 4.0                                  |
| Țările de Jos              | 22.1                                                                                                   | 7.3 | 18.5                                 | 11.5                                 |
| Finlanda                   | 11.9                                                                                                   | 3.7 | 12.4                                 | 3.1                                  |
| Danemarca                  | 26.4                                                                                                   | 5.9 | 17.4                                 | 4.8                                  |
| Germania                   | 15.2                                                                                                   | 4.3 | 9.7                                  | 5.1                                  |
| Elveția                    | 12.5                                                                                                   | 3.8 | 10.9                                 | 9.1                                  |
| Canada                     | 22.5                                                                                                   | 6.5 | 17.1                                 | 11.9                                 |
| Franța                     | 36.1                                                                                                   | 9.8 | 21.8                                 | 6.1                                  |
| Belgia                     | 26.8                                                                                                   | 6.0 | 19.5                                 | 4.1                                  |
| Australia                  | 23.3                                                                                                   | 11.9                                                                                                   | 16.2                                 | 9.2                                  |
| Marea Britanie             | 16.8                                                                                                   | 8.7 | 16.4                                 | 8.2                                  |
| Statele Unite ale Americii | 21.0                                                                                                   | 11.7                                                                                                   | 17.2                                 | 15.1                                 |
| Italia                     | 30.7                                                                                                   | 14.3                                                                                                   | 19.7                                 | 9.1                                  |

## Efectele cheltuielilor sociale asupra creșterii economice, datoriei publice și educației
Cercetătorii au descoperit o corelație foarte mică între performanțele economice și cheltuielile sociale. Există, de asemenea, puține dovezi că cheltuielile sociale au determinat scăderea  productivității; economistul Peter Lindert de la University of California, Davis atribuie acest efect inovațiilor politice cum ar fi implementarea politicilor fiscale „pro-creștere” în mediul economic real al statelor bunăstării.
Un studiu norvegian care acoperă perioada 1980-2003 a evidențiat o corelație negativă între cheltuielile sociale și rezultatele studenților. Cu toate acestea, multe dintre țările OCDE aflate în topul studiului Programme for International Student Assessment din 2009 sunt considerate state ale bunăstării.
Tabelul de mai jos arată: în primul rând – cheltuielile sociale ca procent din PIB  pentru anumite state membre ale OCDE; în al doilea rând – PIB-ul pe cap de locuitor (paritatea puterii de cumpărare în dolari) în 2013:
| Țară                       | Cheltuieli sociale (% din PIB) | An   | PIB pe cap de locuitor (Paritatea puterii de cumpărare) | Dimensiunea cheltuielilor sociale |
| -------------------------- | ------------------------------ | ---- | ------------------------------------------------------- | --------------------------------- |
| Franța                     | 31.9                           | 2014 | 36.907 $                                                | 11.773 $                          |
| Finlanda                   | 31.0                           | 2014 | 38.251 $                                                | 11.858 $                          |
| Belgia                     | 30.7                           | 2014 | 40.338 $                                                | 12.384 $                          |
| Danemarca                  | 30.1                           | 2014 | 42.764 $                                                | 12.872 $                          |
| Italia                     | 28.6                           | 2014 | 34.303 $                                                | 9.811 $                           |
| Austria                    | 28.4                           | 2014 | 44.149 $                                                | 12.538 $                          |
| Suedia                     | 28.1                           | 2014 | 43.533 $                                                | 12.233 $                          |
| Spania                     | 26.8                           | 2014 | 34.527 $                                                | 9.253 $                           |
| Germania                   | 25.8                           | 2014 | 43.332 $                                                | 11.180 $                          |
| Portugalia                 | 25.2                           | 2014 | 25.900 $                                                | 6.527 $                           |
| Țările de Jos              | 24.7                           | 2014 | 43.404 $                                                | 10.721 $                          |
| Grecia                     | 24.0                           | 2014 | 25.651 $                                                | 6.156 $                           |
| Slovenia                   | 23.7                           | 2014 | 28.298 $                                                | 6.707 $                           |
| Luxemburg                  | 23.5                           | 2013 | 90.790 $                                                | 21.336 $                          |
| Japonia                    | 23.1                           | 2011 | 36.315 $                                                | 8.389 $                           |
| Ungaria                    | 22.1                           | 2014 | 22.878 $                                                | 5.056 $                           |
| Norvegia                   | 22.0                           | 2014 | 65.461 $                                                | 14.401 $                          |
| Marea Britanie             | 21.7                           | 2014 | 35.760 $                                                | 7.760 $                           |
| Irlanda                    | 21.0                           | 2014 | 43.304 $                                                | 9.094 $                           |
| Noua Zeelandă              | 20.8                           | 2013 | 34.826 $                                                | 7.244 $                           |
| Polonia                    | 20.6                           | 2014 | 23.275 $                                                | 4.795 $                           |
| Cehia                      | 20.6                           | 2014 | 27.344 $                                                | 5.633 $                           |
| Elveția                    | 19.4                           | 2014 | 53.672 $                                                | 10.412 $                          |
| Statele Unite ale Americii | 19.2                           | 2014 | 53.143 $                                                | 10.203 $                          |
| Australia                  | 19.0                           | 2014 | 43.550 $                                                | 8.275 $                           |
| Slovacia                   | 18.4                           | 2014 | 26.114 $                                                | 4.805 $                           |
| Canada                     | 17.0                           | 2014 | 43.247 $                                                | 7.352 $                           |
| Islanda                    | 16.5                           | 2014 | 39.996 $                                                | 6.599 $                           |
| Estonia                    | 16.3                           | 2014 | 25.049 $                                                | 4.083 $                           |
| Israel                     | 15.0                           | 2013 | 32.760 $                                                | 4.914 $                           |
| Turcia                     | 12.5                           | 2013 | 18.975 $                                                | 2.372 $                           |
| Coreea de Sud              | 10.4                           | 2014 | 33.140 $                                                | 3.447 $                           |
| Chile                      | 10.0                           | 2013 | 21.911 $                                                | 2.191 $                           |
| Mexic                      | 7.9                            | 2012 | 16.463 $                                                | 1.301 $                           |